# Carballar Negra
Carballar Negra es un cultivar de higuera de tipo higo común Ficus carica, bífera (con dos cosechas por temporada, brevas e higos de otoño), con higos de epidermis con color de fondo púrpura negro y sobrecolor amarillo verdoso. Se cultiva principalmente para autoconsumo en la comarca de Arribes del Duero, en la provincia de Salamanca y provincia de Zamora.

## Sinonimia
- „Sin sinónimo“.[5][6][7]

## Historia
Nuestra higuera Ficus carica, procede de Oriente Medio y sus frutos formaron parte de la dieta de nuestros más lejanos antepasados. Se cree que fueron fenicios y griegos los que difundieron su cultivo por toda la cuenca del mar Mediterráneo. Es un árbol muy resistente a la sequía, muy poco exigente en suelos y en labores en general.
Los higos secos son muy apreciados desde antiguo por sus propiedades energéticas, además de ser muy agradables al paladar por su sabor dulce y por su alto contenido en fibra; son muy digestivos al ser ricos en cradina, sustancia que resulta ser un excelente tónico para personas que realizan esfuerzos físicos e intelectuales.
Además de los fenicios, los moros fueron fundamentales para extender la cultura de los higos no solo a lo largo de las costas mediterráneas, sino también a lo largo de la costa atlántica de África. En España y Portugal, la cultura de la higuera asumió una gran importancia como en Grecia e Italia o incluso más. Naturalmente, apareció en la literatura de estos países libros y otras publicaciones en las que se discute el higo y sus cualidades. Una publicación especialmente notable es el trabajo en dos volúmenes del moro, Ibn al-Awwam (1150-1170 DC) quien dedicó varias páginas a instrucciones detalladas sobre la propagación de la higuera y su cultivo, los usos de la fruta y sus propiedades medicinales.

## Características
La higuera 'Carballar Negra' es una variedad bífera de tipo higo común. Árbol de mediano desarrollo, follaje denso, ramificación media. Las hojas enteras acorazonadas trilobuladas (en ramas viejas) con pentalobuladas (en ramas jóvenes). 'Carballar Negra' es de producción muy baja de brevas (algunas temporadas no desarrolla ninguna) y media de higos.
Las brevas 'Carballar Negra' generalmente no se llegan a recolectar porque se caen durante el desarrollo. En caso de que desarrolle alguna, son con forma ovoidea de unos 60 gramos de promedio, de epidermis con color de fondo púrpura negro y sobrecolor verde amarillento. Con un ºBrix (grado de azúcar) de 28, con firmeza media.
Los higos 'Carballar Negra' son higos ovoides de unos 50 gramos en promedio, de epidermis de color de fondo púrpura negro y sobrecolor amarillo verdoso, con un acostillamiento medio. Con un ºBrix (grado de azúcar) de 35, con firmeza media, con color de la pulpa rojo de frutos del bosque y alta jugosidad. De una calidad buena en su valoración organoléptica, son de un inicio de maduración medio.

Higos de la variedad 'Carballar Negra'
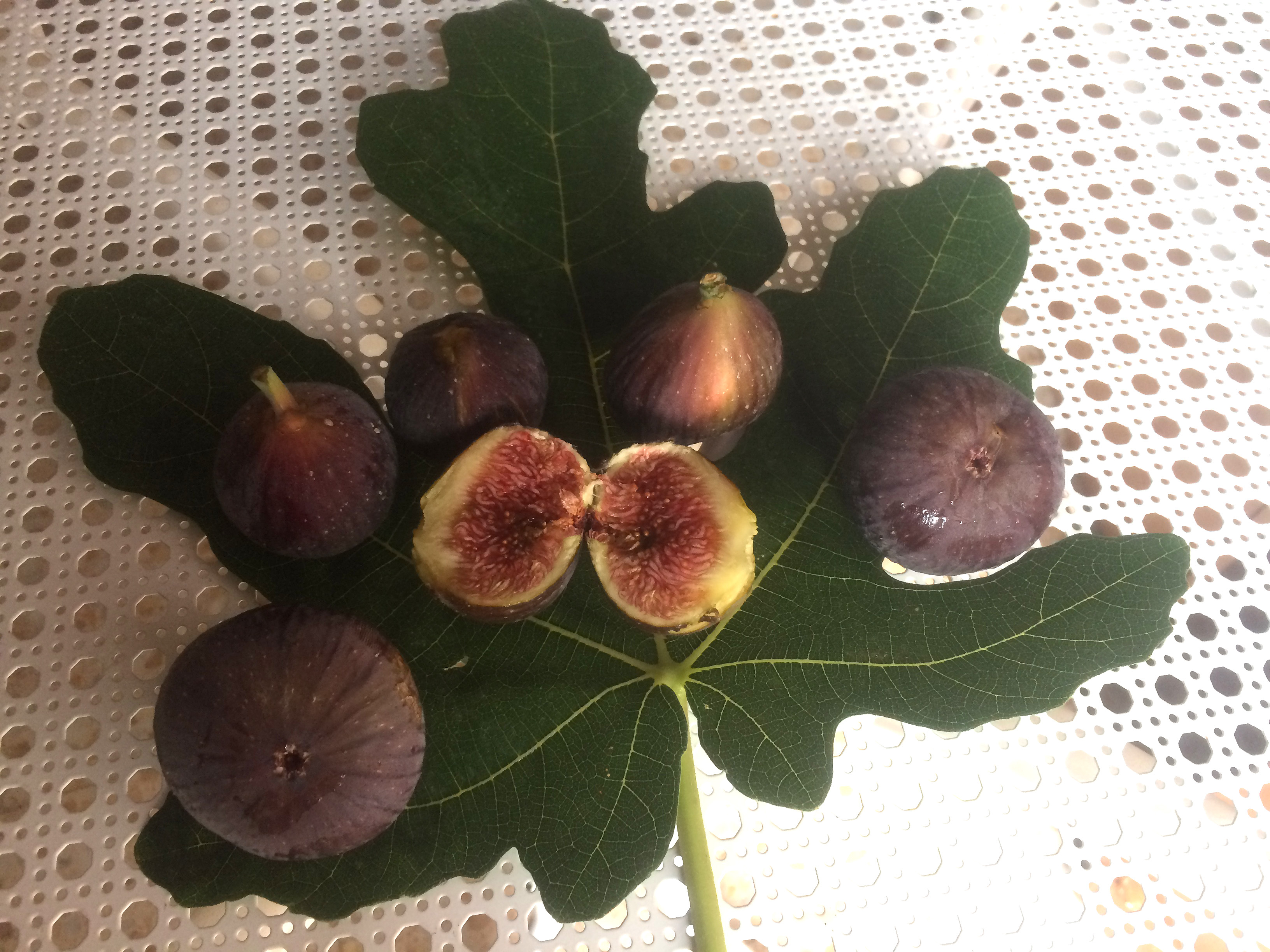
Higo 'Carballar Negra' vista del ostiolo, sobre hoja de rama joven.
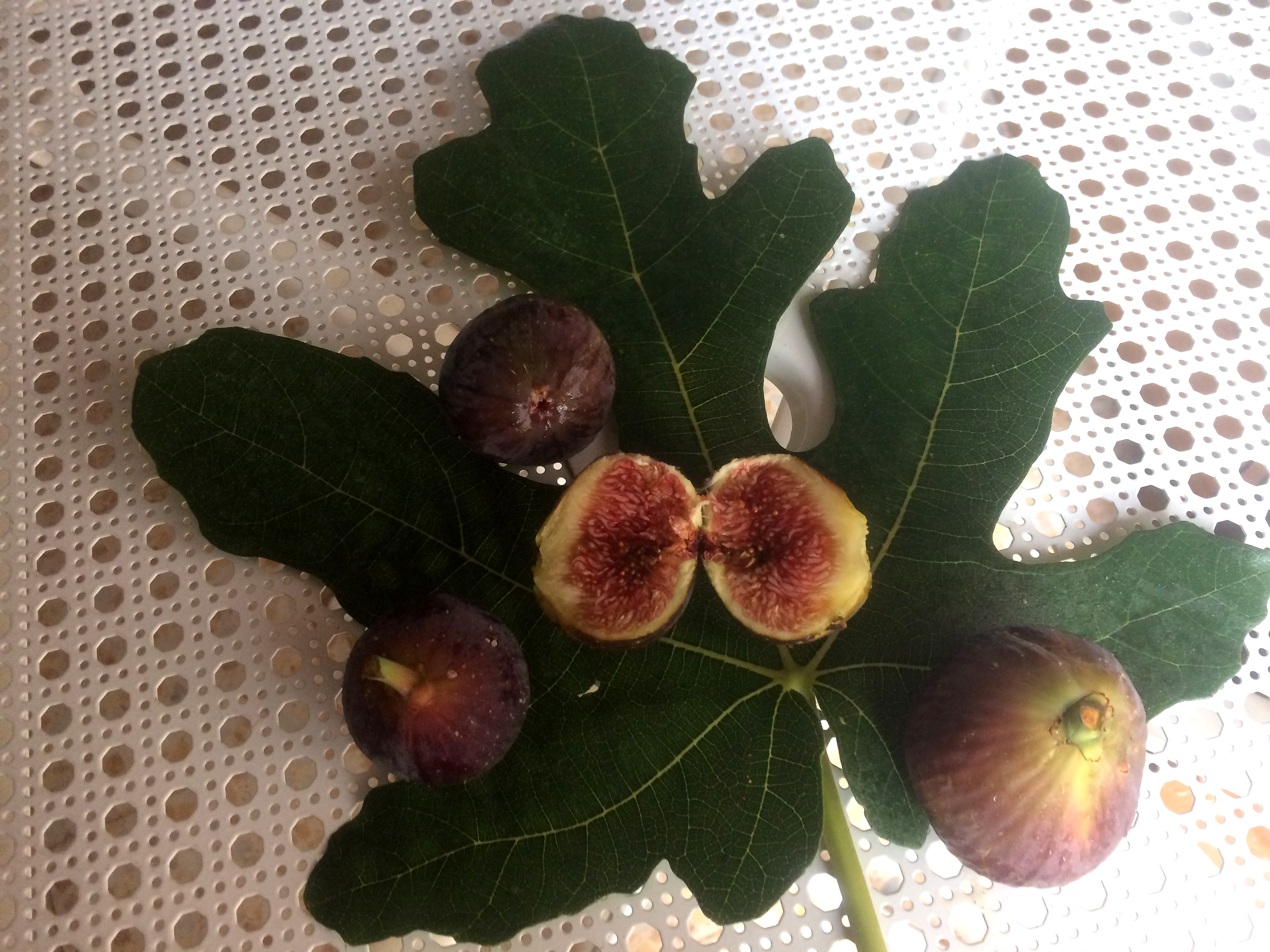
Higo 'Carballar Negra' vista del pedúnculo.